# Novo Selo, Lebane
Novo Selo (izvirno srbsko Ново Село) je naselje v Srbiji, ki upravno spada pod Občino Lebane; slednja pa je del Jablaniškega upravnega okraja.

## Demografija
V naselju živi 168 polnoletnih prebivalcev, pri čemer je njihova povprečna starost 43,7 let (41,5 pri moških in 45,9 pri ženskah). Naselje ima 68 gospodinjstev, pri čemer je povprečno število članov na gospodinjstvo 3,04.
To naselje je, glede na rezultate popisa iz leta 2002, večinoma srbsko, a v času zadnjih treh popisov je opazno zmanjšanje števila prebivalcev.
|  |

| Demografija | Demografija     | Demografija     |
| Leto        | Št. prebivalcev | Št. prebivalcev |
| ----------- | --------------- | --------------- |
|             |                 |                 |
|             |                 |                 |
|             |                 |                 |
|             |                 |                 |
| 1948        | 502             |                 |
| 1953        | 523             |                 |
| 1961        | 456             |                 |
| 1971        | 394             |                 |
| 1981        | 347             |                 |
| 1991        | 264             | 262             |
| 2002        | 208             | 207             |
|             |                 |                 |

| Etnična sestava po popisu iz leta 2002 | Etnična sestava po popisu iz leta 2002 | Etnična sestava po popisu iz leta 2002 | Etnična sestava po popisu iz leta 2002 | Etnična sestava po popisu iz leta 2002 |
| -------------------------------------- | -------------------------------------- | -------------------------------------- | -------------------------------------- | -------------------------------------- |
| Srbi                                   | Srbi                                   |                                        | 206                                    | 99,51%                                 |
| Makedonci                              | Makedonci                              |                                        | 1                                      | 0,48%                                  |
| Neznano                                | Neznano                                |                                        | 0                                      | 0,0%                                   |